# Enrique Omar Sívori
Enrique Omar Sívori (San Nicolás de los Arroyos, Argentina, 2 d'octubre de 1935 - 17 de febrer de 2005), fou un futbolista argentí que ocupava la posició de migcampista. Va ser internacional absolut per la selecció de futbol de l'Argentina en 18 ocasions, i s'hi va proclamar campió d'Amèrica l'any 1957, i amb la selecció de futbol d'Itàlia en 9 ocasions. Va guanyar el premi Pilota d'Or de 1961.

## Trajectòria
| Club        | País      | Any       |
| ----------- | --------- | --------- |
| River Plate | Argentina | 1954-1957 |
| Juventus FC | Itàlia    | 1957-1965 |
| SSC Napoli  | Itàlia    | 1965-1968 |

## Palmarès
- 1 Copa Amèrica de futbol: 1957 (Argentina)
- 2 Campionat argentí de futbol: 1955 i 1956 (River Plate)
- 3 Lliga italiana de futbol: 1958, 1959 i 1960 (Juventus)
- 2 Copa italiana de futbol: 1959 i 1960 (Juventus)